# Cercul Militar Cluj

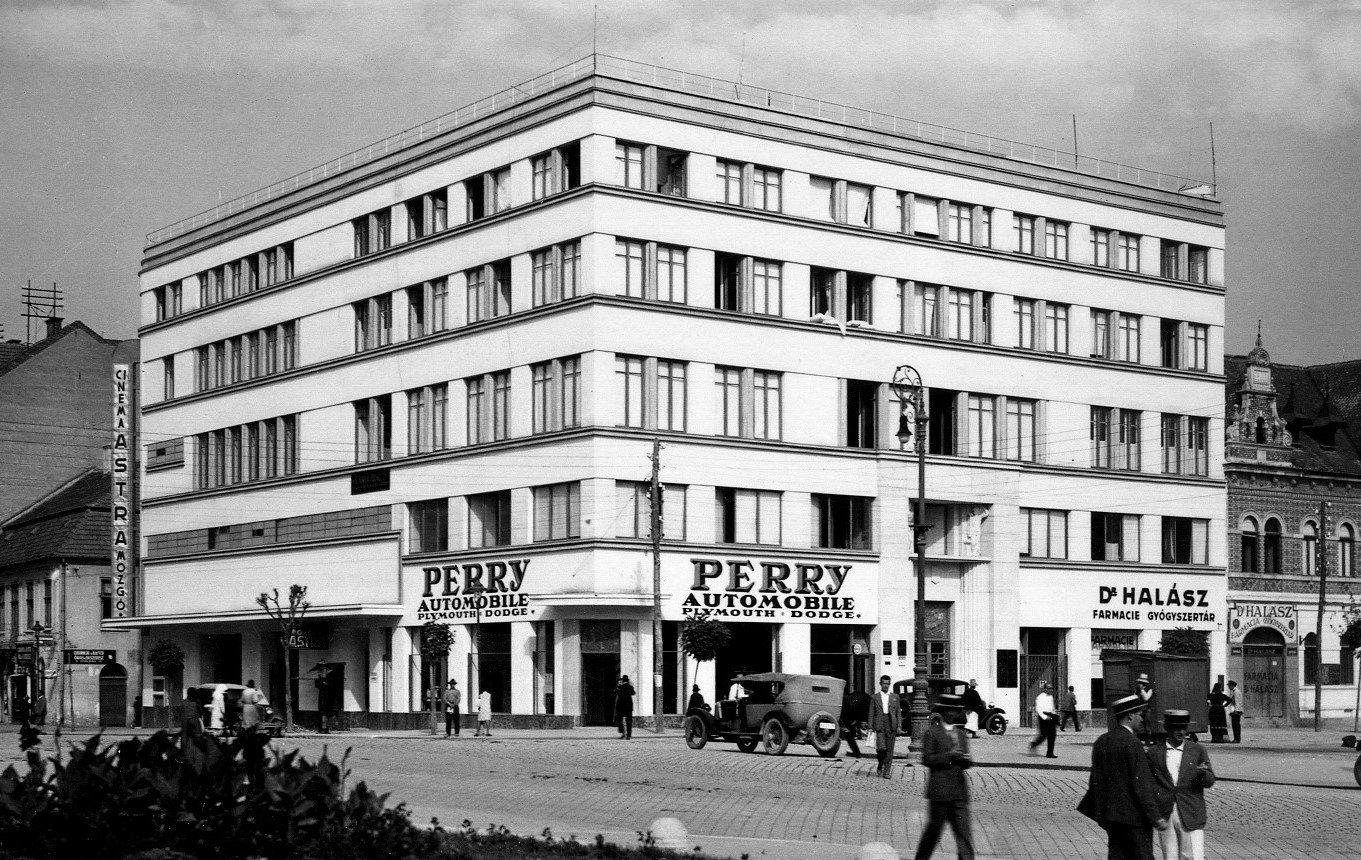
Cercul Militar în anii 1930

Cercul Militar Cluj funcționează în clădirea din Piața Avram Iancu, nr. 1-3, Palatului Bursei de Valori, construită de Camera de Comerț și Industrie din Cluj, a fost deschisă la 29 noiembrie 1931.
"Proiectul clădirii a fost realizat de arhitectul (bucurestean) Ioan Anton Popescu si a avut drept motto "un pătrat mic în unul mare". Arhitectul a fost numit și dirigintele de șantier. După licitatia din 18 aprilie 1931, lucrarile de constructie au fost date firmelor asociate clujene Bohatiel-Devecseri și Haves-Papp; șantierul s-a deschis la 27 aprilie 1931. Clădirea a fost dată în folosință la 1 noiembrie 1931. A fost un program de lucru intens,uneori lucrau 570 de muncitori pe zi. Costul total al materialelor s-a ridicat la 10 000 000 lei." via profesorul Vladimir-Alexandru Bogosavlievici.
Clădirea cu patru etaje adăpostea sediul Bursei, un cinematograf cu balcon, cafenea, sală de spectacole și o sală pentru baluri. Enorma clădire a devenit proprietatea Băncii Albina care creditase Camera de Comerț, aceasta din urmă nereușind să restituie împrumutul. Imobilul a fost astfel închiriat, la parter funcționând pe lângă cinematograf și o reprezentanță de mașini și o farmacie.
În perioada interbelică a funcționat reprezentanța Plymouth/Dodge și cel mai modern cinematograf al vremii, Cinema Royal. Numele cinematografului Royal a fost modificat în mai multe rânduri în perioada comunistă, devenind imediat de la schimbarea regimului, din Royal în Popular, apoi Maxim Gorki (activist comunist și scriitor, fondator al realismului socialist), iar din 1964 este Cinema Victoria. Până în 1961, la construirea Cinematografului Republica, acesta a fost cel mai mare din oraș.
În timpul celului de-al Doilea Război Mondial a funcționat la etajul I birourile "Turul Maghiar", Institutul Național de Asigurări Ungar.
Naționalizat în 1948, edificiul, fără cinematograful de la parter, a fost atribuit armatei. Aici funcționa restaurantul militar, o cramă la subsol (frecventată de subofițeri) și o sală pentru spectacole.
Activa în clădire și Ansamblul Armatei, ce cuprindea un corp de balet, orchestră care acompania spectacolele, ansamblul de revistă și diverși soliști (de muzică ușoară, jazz), dar exista și un cerc de teatru.
Restaurantul era o sală obișnuită, fără prea multe pretenții, unde era și o masă rezervată strict generalilor și una pentru colonei (în acea perioadă erau foarte puțini, din ambele categorii, astfel că încăpeau la câte o masă). Meniurile erau modeste, servirea era și mai modestă, iar intrarea la restaurant se făcea doar pe bază de legitimație vizată de directorul restaurantului, care era un ofițer activ. Totodată, se organizau și nunți pentru ofițeri sau copiii acestora.
În sala de spectacole de la etaj se țineau conferințe urmate de filme. Tot la etaj, era o sală a oglinzilor destinată evenimentelor culturale și sociale.
După al Doilea Război Mondial, a devenit Casa Armatei, iar după anul 1989 devine Cercul Militar Cluj.